# 세가 모델 1
세가 모델 1(Sega Model 1)은 1992년에 세가에서 제작한 아케이드 시스템 기판이다. 당시에 세가는 제너럴 일렉트릭 에어로스페이스사를 방문해 3D를 구사할 하드웨어 제작 도움을 받았다. 이 기판으로 개발된 첫 게임은 시험용으로 제작된 버추어 레이싱으로, 원래 상업적으로 판매할 예정은 없었으나, 예상 외로 성공적으로 제작되어 발매에 이르게 된다.
그러나 세가 모델 1은 기기 자체의 비싼 가격으로 인해 버추어 파이터를 포함한 단 6개의 게임만 개발되었고, 여기서 얻은 교훈은 가장 많은 게임이 개발된 기판 중 하나인 세가 모델 2를 탄생시키는 데 큰 역할을 했다.
세가 내부에서 사용하는 호칭은 "MODEL1"이며, "SEGA MODEL 1"이라는 호칭은 에뮬레이터용으로 에뮬레이트된 기판에서 온 것, 혹은 미국에서 부르는 호칭이 퍼진 것으로 추정된다.

## 제품 사양
- CPU : NEC V60 @ 16 MHz
- 메모리 : ROM 47MB, RAM 1MB
- 그래픽 보조 프로세서 : 후지쯔 TGP MB86233 FPU
- 사운드 CPU : 모토로라 MC68000 @ 10 MHz
- 사운드 칩 : 2×세가 315-5560 (커스텀 28채널 PCM)
- 사운드 타이머 : 야마하 YM3834 @ 8MHz (실제 사운드 출력은 하지 않음)
- 디스플레이 해상도 : 496×384
- 색 품질 : 16비트 (65536색)
- 그래픽 능력 : 초당 최대 180,000개의 폴리곤 연산 가능, 플랫 셰이딩(Flat shading), 난반사·정반사, 2개의 레이어를 통한 배경 스크롤, 알파 블렌딩(Alpha Blending) 기능

## 게임
- 윙 워, 1994년
- 스타워즈 아케이드, 1994년
- 테크워(초기명) / 넷머크(후기명), 1994년 (프로토타입, 미발매)
- 버추어 파이터, 1993년
- 버추어 포뮬러, 1993년 (발매 시작년도는 1992년)
- 버추어 레이싱, 1992년

## 같이 보기
- 세가 모델 2
- 세가 모델 3